# Berlin-Wilhelmstadt
Wilhelmstadt is een stadsdeel van Berlijn en behoort tot het district Spandau. De plaats werd in 1897 vernoemnd naar keizer Wilhelm I die dat jaar 100 jaar geworden zou zijn. Voorheen heette de plaats Potsdamer Vorstadt. 

## Geschiedenis
Na de Tweede Wereldoorlog werd Berlijn verdeeld in onder de geallieerden. Het gebied Spandau behoorde tot de Britse bezettingszone. Doordat de gemeente Seeburg, een deel van Dallgow-Döberitz, dat in de Sovjet-zone lag en geen deel uitmaakte van Berlijn tot bijna aan de Havel lag kon het zuidelijke gebied van Spandau (Gatow en Kladow) vanuit Wilhelmstadt enkel maar bereikt werden als men eerst door Seeburg ging. De Britten exploiteerden een militair vliegveld in Gatow en twee kazernes en wilden ongehinderde toegang waardoor een stukje Seeburg aan Wilhelmstadt afgestaan werd, meer bepaald de woonwijk Weinmeisterhöhe. Ook de wijk Rieselfelder werd afgestaan, maar dan aan Gatow. Ter compensatie kreeg Seeburg dan een stuk gebied ten westen van de Postdamer Chaussee. Na de Duitse hereniging in 1990 werd beslist dat dit gebied bij Wilhelmstadt zou blijven. 

## Sport
De plaatselijke voetbalclub is Blau-Weiss Spandau 03, die in de lagere Berlijnse reeksen speelt.
Falkenhagener Feld |
Gatow |
Hakenfelde |
Haselhorst |
Kladow |
Siemensstadt |
Spandau |
Staaken |
Wilhelmstadt